# Ixora ixoroides
Ixora ixoroides là một loài thực vật có hoa trong họ Thiến thảo. Loài này được (Guillaumin) Mouly & B.Bremer mô tả khoa học đầu tiên năm 2009.